# Patrizio Cajesi
Patrizio Cajesi, dal 1567 noto come Patricio Caxés (Arezzo, 1540 – Madrid, 1612), è stato un pittore italiano.
Nel 1567 accompagnò Romolo Cincinnato in Spagna; è noto per aver dipinto una galleria del Palazzo Reale di El Pardo (1608) la Regola delli cinque ordini d'architettura di Jacopo Barozzi.